# Asedio de Veracruz (1821)
La Guarnición española del puerto logra poner fin al sitio impuesto por los independentistas. Las bajas fueron de 200 muertos, heridos y prisioneros en el ejército mexicano y 4 muertos y algunos
heridos en las fuerzas realistas.
La fortaleza de San Juan de Ulúa en Veracruz resistirá frente al Ejército Trigarante gracias a la ayuda llegada desde Cuba.
La tropa veterana y las milicias cívicas pudieron repeler con éxito la agresión gracias al auxilio recibido de los buques de guerra y mercantes anclados en el puerto. Dato curioso, los jefes militares españoles abultaron las cifras de los enemigos caídos en combate; así pues, mientras que los reportes realizados dos días después de la acción daban una cifra de 119 bajas entre muertos y heridos, Dávila la aumentó a 250. Luego Francisco Lemaur indicaría 300 bajas.

## Antecedentes
El 2 de marzo de 1821 se conoció en el puerto la noticia del pronunciamiento militar del comandante militar del Sur, Agustín de Iturbide. De inmediato, desde Veracruz se envió a México capital a la mayor parte de las tropas acantonadas en la intendencia, pero el gobierno español nunca se imaginó que los regimientos cambiaran de bando y le declararan la guerra. Veracruz perdió toda comunicación con la Ciudad de México; nada se sabía, tampoco, de la situación de las provincias del interior dado que los caminos estaban controlados por los rebeldes y la correspondencia pública y privada estaba detenida. Para el mes de junio de ese mismo año, la mayor parte de las localidades de la provincia habían desconocido al gobierno de España y reconocido al emanado del Plan de Iguala. Por todas las provincias, militares de mediana y alta graduación se sublevaron en favor de Iturbide, José Joaquín de Herrera se adhirió al plan en Jalapa y fue secundado por las tropas de aquel cantón, Luis Cortázar y Anastasio Bustamante lo hicieron en Guanajuato, Juan José Zenón Fernández se sublevó a favor de Iturbide en San Luis Potosí, Pedro Celestino Negrete y José Antonio Andrade desconocieron a José de la Cruz y se sumaron al plan en la Nueva Galicia, en Querétaro la mayoría de las tropas abandonaron a sus jefes, en Monterrey ocurrió lo mismo, Vicente Filisola, Ramón Rayón y Luis Quintanar, en Michoacán, en las Provincias Internas de Oriente, Nicolás del Moral y Pedro Lemus se rebelaron contra Joaquín de Arredondo, el capitán de milicias de Huajuapan, Antonio León, tomó Oaxaca e insurreccionó toda la provincia y Antonio López de Santa Anna, se sublevo en Veracruz.
La autoridad real se circunscribía al recinto de la ciudad y a las cabeceras de Tuxpan (Veracruz), en el norte, y a Acayucan, en el sur. Además de la fortaleza de San Carlos de Perote. Desde entonces, resguardar Veracruz se convirtió en la máxima prioridad; no podía abandonarse ni dejar de ser auxiliada porque “su puerto, su fortaleza y su posición geográfica influyen demasiado en la balanza pública, empero las existencias de España valuadas en doce millones de pesos y mayor caudal invertido por europeos en fincas rurales y urbanas que hacen la subsistencia de innumerables familias y forman el patrimonio de multiplicadas generaciones”. Los bienes de los peninsulares eran la preocupación máxima de Dávila.
Desde el 23 de junio, desde los campos de Santa Fe, comenzó el asedio de la ciudad por las tropas trigarantes encabezadas por Antonio López de Santa Anna. 
A ellas se iban sumando las partidas costeñas de a caballo, la “jarochada”. En el pasado, la mayoría de ellos habían participado en la Independencia de México e indultados después de 1815, con la condición de incorporarse a nuevos cuerpos de milicia local y asentarse en las poblaciones de Medellín (Veracruz), Xalapa-Enríquez, San Diego y Tamarindo. Las cuatro bajo el gobierno de Santa Anna. Así, nacía una alianza estratégica entre el líder y las comunidades, alianza que iba a durar por décadas (Fowler, 2010, pp. 70-73). Con el sitio a la ciudad de Veracruz, se iniciaba el episodio más dramático que hasta entonces había vivido la población, al convertirse en el botín de muchos intereses y de pocos fieles y desinteresados defensores. La salvaguarda de los intereses de los comerciantes marcó el rumbo de los acontecimientos y determinó el futuro de las negociaciones. 
Ello explica la organización, en el puerto, de la resistencia más fuerte y prolongada contra los independentistas mexicanos. Los preparativos para
la defensa de la ciudad comenzaron a desarrollarse en la medida en que llegaban las noticias de las deserciones de los destacamentos militares y de las proclamas emitidas en las poblaciones en favor del Plan de Iguala. La primera medida adoptada por Dávila fue de tipo político, el 3 de junio de 1821, en sesión de cabildo ante el Ayuntamiento, el gobernador de la plaza asumió las facultades de capitán general y jefe superior político de Nueva España, mientras llegaba el enviado por las Cortes Juan O'Donojú (Fernández, 1992, pp. 231-234).

## Consecuencias
Tres meses después del asedio, la noche del 26 de octubre debido a la dificultad de mantener la plaza, y a la reducción de su tropa por enfermedades y deserciones, Dávila decide replegarse a San Juan de Ulúa, donde permanecerán hasta la toma de la fortaleza.